# Phytalmia
Phytalmia – rodzaj muchówek z rodziny nasionnicowatych (Tephritidae). Endemiczny dla obszaru Australii i Oceanii. Policzki samców niektórych gatunków wyposażone w przypominające poroża wyrostki służące do wewnątrzgatunkowych pojedynków.

## Klasyfikacja
Rodzaj obejmuje 7 gatunków:
- Phytalmia alcicornis Saunders, 1861
- Phytalmia antilocapra McAlpine & Schneider, 1978
- Phytalmia biarmata Malloch, 1939
- Phytalmia cervicornis Gerstäcker, 1860
- Phytalmia megalotis Gerstäcker, 1860
- Phytalmia mouldsi McAlpine & Schneider, 1978
- Phytalmia robertsi Schneider, 1993